# Одоєв
Одо́єв (рос. Одоев; до 1959 Одоєво) — селище міського типу в північно-західній частині Тульської області, Росія, адміністративний центр Одоєвського району Тульської області. Населення 6231 осіб (2006 рік).
Розташований на лівому березі річки Упа, за 75 км на північний захід від обласного центру міста Тула. За 24 кілометри на південь від селища знаходиться залізнична станція Арсеньєва.
Одоєв входить до переліку історичних міст Росії.

## Історія
Перші згадки про населений пункт відносяться до другої половини XIV століття. Був центром Одоєвського князівства, належав князям Одоєвським. З 1407 по 1494 входив до складу Великого князівства Литовського.
10 вересня 1777 Одоєв став повітовим містом Калузького намісництва і отримав власний герб.
У 1939 році Одоєв був позбавлений міського статусу. Статус селища міського типу — з 1959 року.